# Municipio de Upland
El municipio de Upland (en inglés: Upland Township) es un municipio ubicado en el condado de Divide en el estado estadounidense de Dakota del Norte. En el año 2010 tenía una población de 21 habitantes y una densidad poblacional de 0,22 personas por km².

## Geografía
El municipio de Upland se encuentra ubicado en las coordenadas 48°46′15″N 103°8′12″O / 48.77083, -103.13667. Según la Oficina del Censo de los Estados Unidos, el municipio tiene una superficie total de 93.37 km², de la cual 90,97 km² corresponden a tierra firme y (2,57 %) 2,4 km² es agua.

## Demografía
Según el censo de 2010, había 21 personas residiendo en el municipio de Upland. La densidad de población era de 0,22 hab./km². De los 21 habitantes, el municipio de Upland estaba compuesto por el 100 % blancos. Del total de la población el 14,29 % eran hispanos o latinos de cualquier raza.